# Sydafrika i olympiska sommarspelen 1932
Sydafrika deltog med 12 deltagare vid de olympiska sommarspelen 1932 i Los Angeles. Totalt vann de två guldmedaljer och tre bronsmedaljer.

## Medalj

### Guld
- Lawrence Stevens - Boxning, lättvikt.
- David Carstens - Boxning, lätt tungvikt.

### Brons
- Ernest Peirce - Boxning, mellanvikt.
- Marjorie Clark - Friidrott, 80 meter häck.
- Jenny Maakal - Simning, 400 meter frisim.